# Isaac Andrade
Pour les articles homonymes, voir Andrade.
Isaac Francisco Andrade Casaboza, né à Lima le 13 juillet 1937 et mort dans la même ville le 2 avril 2018, est un footballeur péruvien. 
Surnommé "Paco" Andrade, il jouait au poste d'arrière-droit.

## Biographie

### Carrière en club
Avec 107 matchs disputés (deux buts marqués) au sein du Sport Boys de 1954 à 1960, "Paco" Andrade est notamment capitaine de l'équipe championne du Pérou en 1958. Après un bref passage par le Defensor Lima en 1961, il émigre en Argentine où il jouera une grande partie de sa carrière. Quatre clubs argentins le verront défiler entre 1962 et 1969 (Ferro Carril Oeste, Vélez Sarsfield, CA Atlanta et Quilmes AC) pour un total de 162 matchs disputés (deux buts marqués).
De retour au Pérou, il revient au Sport Boys en 1970. Au cours d'un entraînement avec ce dernier club, il reçoit un tir de l'attaquant Walter Daga en pleine figure, ce qui provoque le décollement de sa rétine droite : il perdra la vue quelques années plus tard.

### Carrière en équipe nationale
International péruvien, "Paco" Andrade dispute trois matchs du championnat sud-américain de 1956 à Montevideo en Uruguay. Il compte cinq matchs en équipe du Pérou entre 1956 et 1960 (pas de buts marqués).

### Décès
Isaac Andrade meurt dans le district de Rímac, à Lima, le 2 avril 2018.

## Palmarès
Sport Boys
- Championnat du Pérou (1) :
  - Champion : 1958.